# Gigantapseudes maximus
Gigantapseudes maximus is een naaldkreeftjessoort uit de familie van de Gigantapseudidae. De wetenschappelijke naam van de soort is voor het eerst geldig gepubliceerd in 1984 door Gamô.